# Schloss Schöllkrippen

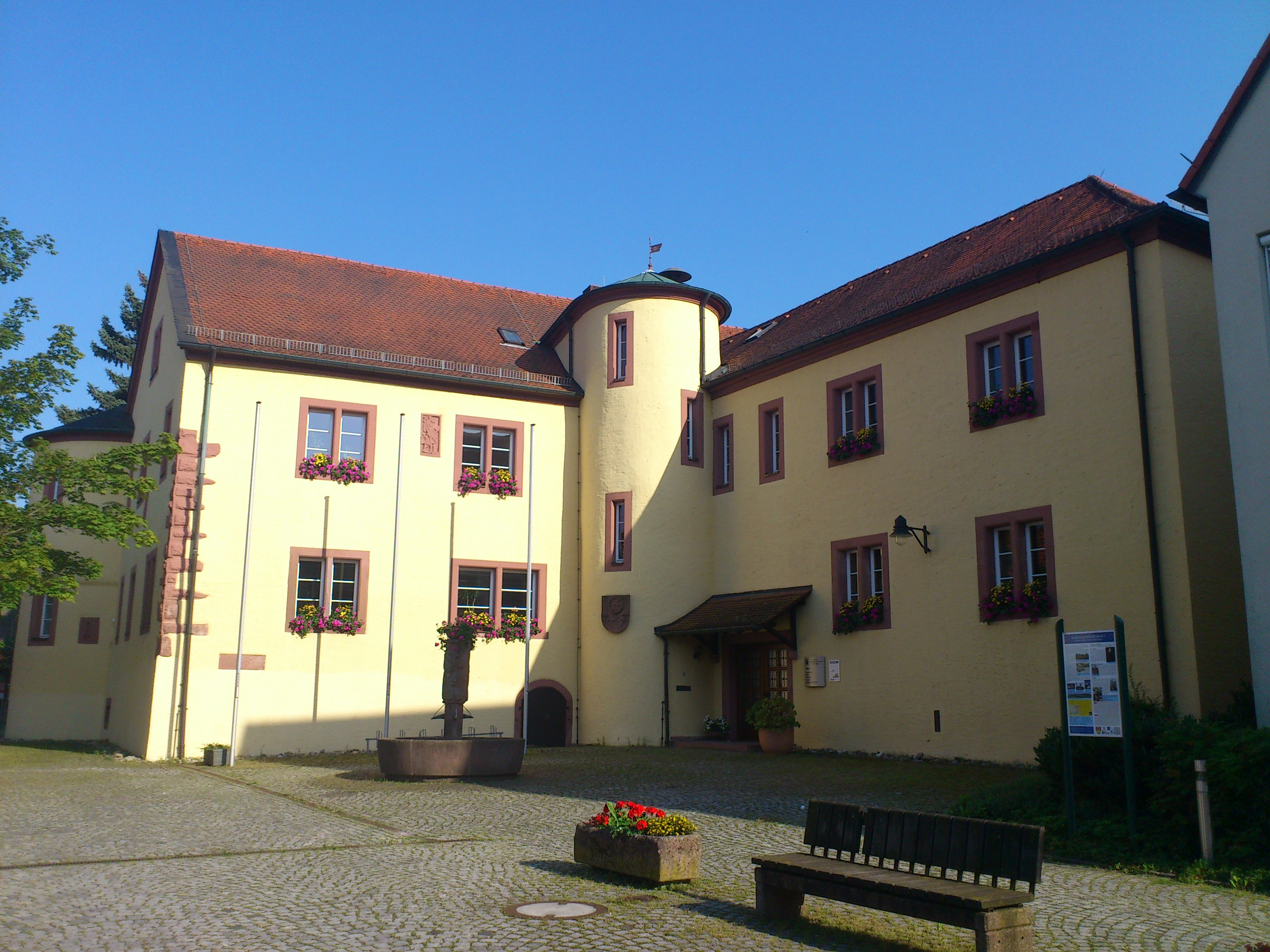
Schloss Schöllkrippen mit Treppenturm, früher Sitz des Amtsgerichtes, heute Rathaus; links ein Eckturm mit Schießscharte

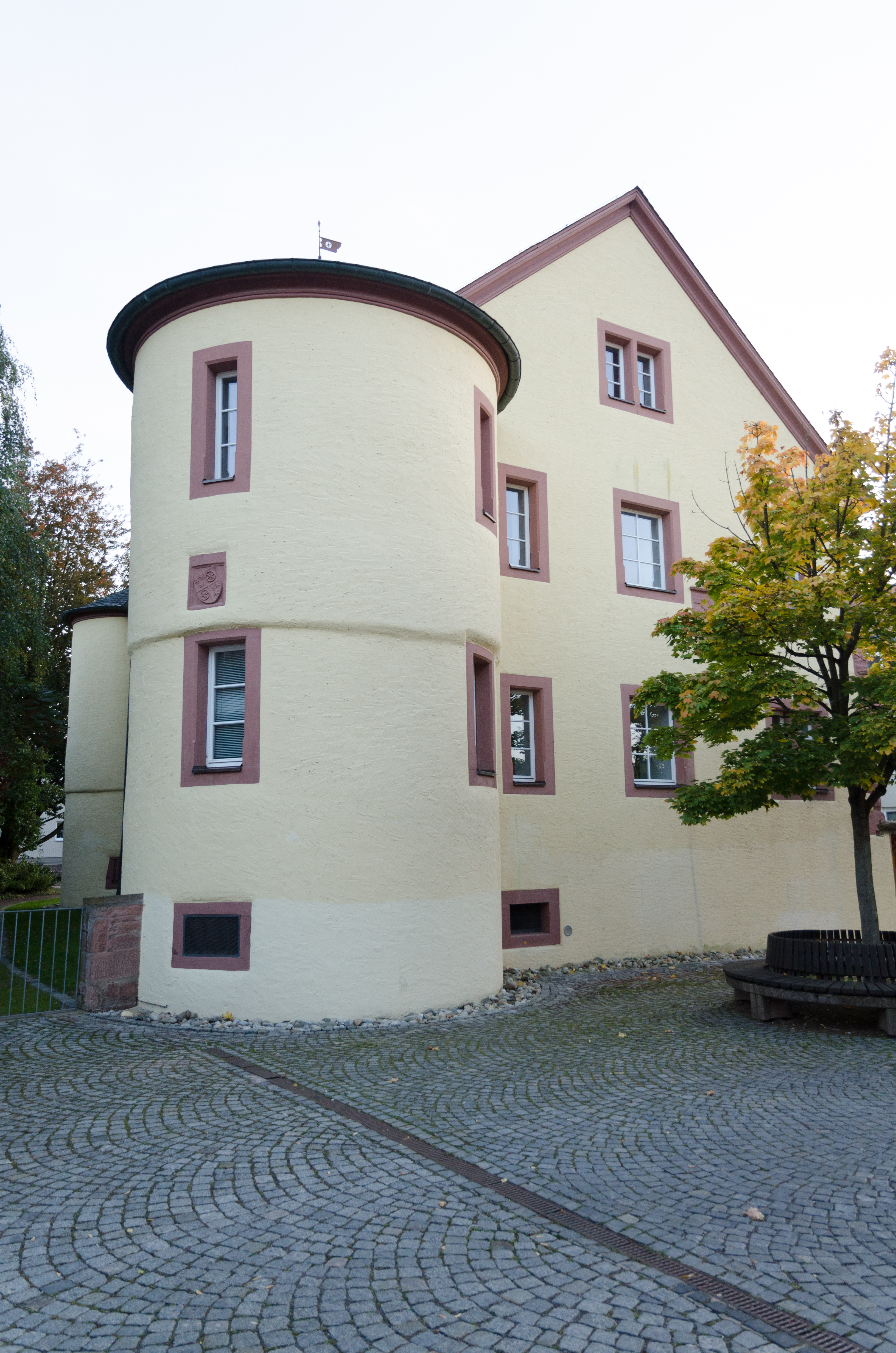
Der nordöstliche Eckturm mit Wappen des Mainzer Erzbischofs Dietrich Schenk von Erbach (links dahinter der zweite Eckturm)

Schloss Schöllkrippen ist ein ehemaliges Schloss und heutiges Rathaus in dem unterfränkischen Markt Schöllkrippen.

## Geschichte
Das Kurfürstentum Mainz erwarb an diesem Platz eine Forsthube und erbaute im 14. Jahrhundert einen befestigten Platz. Unter dem Kurfürsten und Erzbischof Dietrich Schenk von Erbach erbaute man 1450 einen Amtssitz und die Kapelle St. Lukas. Um 1544 erfolgte die Durchführung von Aus-/Umbauten. Es waren ein Zehntgericht und im 17. und 18. Jahrhundert ein Mainzer Amt im Schloss untergebracht. Schöllkrippen kam nach Auflösung des kurzlebigen Fürstentums Aschaffenburg bzw. des Großherzogtums Frankfurt an das Königreich Bayern. Der Markt hat seine Ämter schon 1782 verloren und erst 1858 wurde das königlich bayerische Landgericht Schöllkrippen gebildet, das seinen Sitz im Schloss hatte. Daraus entstand 1879 das Amtsgericht Schöllkrippen. Dieses Gericht wurde 1943 aufgelöst. Die Gemeinde Schöllkrippen erwarb das Schloss 1952. Es wurde in der 1977/78 umfassend renoviert.

## Baubeschreibung
Schloss Schöllkrippen ist in der Liste der Baudenkmäler von Schöllkrippen folgendermaßen beschrieben:

Zweigeschossige massive Zweiflügelanlage mit Satteldach, zwei runden Ecktürmen und einem vorgebauten Treppenturm. Im Kern aus dem 14. Jahrhundert, 1544 bis 1550 erneuert, Westflügel Mitte 20. Jahrhundert.
In Realität ist die winklig angelegte Zweiflügelanlage im südwestlichen (West-Ost ausgerichteten) Teil mit einem Walmdach bedeckt, der östliche (Nord-Süd ausgerichtete) Teil als Satteldach. Der Formensprache nach, war der Nord-Süd-Bau der ältere Teil des Schlosses. An der Nordost- und Südostecke dieses Gebäudeteils befinden sich die beiden Ecktürme. Am Treffpunkt der beiden Gebäuteteile, einen Hof eingrenzend, befindet sich der bis an den Dachfirst reichende Treppenturm. Alle drei Türme sind mit flachen Kegeldächern verkupfert. Am Treppenturm befindet sich ein modernes Sandsteinwappen geteilt für Mainz und Schöllkrippen. Am Gebäude befindet sich im zweiten Stock ein mannshohe eingearbeitete Sandsteinfigur. Der nordöstliche Treppenturm enthält das Wappen von Dietrich Schenk von Erbach und weist außerdem noch Schießscharten (Schlüsselscharten) in jeder Etage auf. 
Das Anwesen ist nach Westen heute über einen modernen Glasbau mit einem weiteren Gebäude verbunden. Dort befindet sich auch eine Informationstafel des Spessartprojektes.